# 1929 en Saskatchewan
Chronologie de la Saskatchewan
- 1925
- 1926
- 1927
- 1928
- 1929
- 1930
- 1931
- 1932
- 1933

Cette page concerne des événements d'actualité qui se sont produits durant l'année 1929 dans la province canadienne de la Saskatchewan.

## Politique

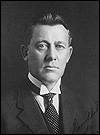
James Thomas Milton Anderson

- Premier ministre : James Garfield Gardiner puis James T.M. Anderson
- Chef de l'Opposition :
- Lieutenant-gouverneur : Henri William Newlands
- Législature :

## Événements
- 6 juin : élection générale saskatchewanaise. James Garfield Gardiner (libéral) est réélu premier ministre de la Saskatchewan.

## Naissances
- 17 février : Paul Carl Meger (né à Watrous) est un joueur professionnel de hockey sur glace canadien[1].

- 22 avril : Glen Sonmor (né à Moose Jaw) est un joueur professionnel de hockey sur glace canadien[2].

- 28 septembre : Stuart Hamilton (en), musicien et radiodiffuseur.

- 2 novembre : Victor Stanley Howe (né à Saskatoon) est un ancien joueur professionnel de hockey sur glace canadien[3].